# Grimmia molesta
Grimmia molesta är en bladmossart som beskrevs av Jesús Muñoz 1999. Grimmia molesta ingår i släktet grimmior, och familjen Grimmiaceae. Inga underarter finns listade i Catalogue of Life.